# Chiesa di San Regolo (Vagli Sotto)
La chiesa di San Regolo è la parrocchiale di Vagli Sotto, in provincia e arcidiocesi di Lucca; fa parte della zona pastorale della Garfagnana.

## Storia
La primitiva cappella vaglina, filiale della pieve di Piazza al Serchio e compresa nella diocesi di Luni, sorse nel Basso Medioevo, tra i secoli XII e XIII; la prima citazione che ne certifica la presenza risale effettivamente al 1296.

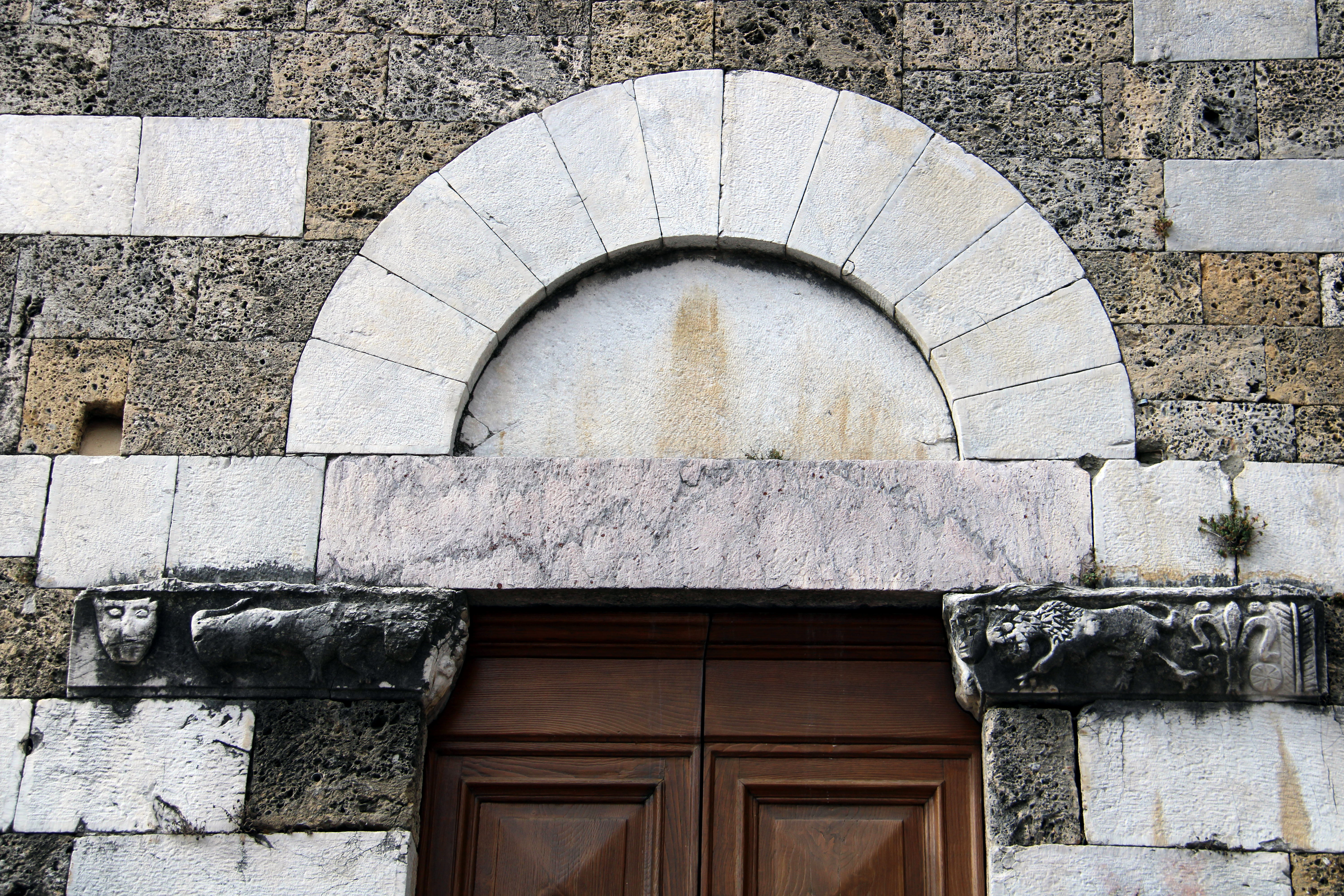
La lunetta che sormonta il portale d'ingresso

Negli anni ottanta del Cinquecento l'edificio venne rimaneggiato e ampliato; nel 1588 il vescovo Benedetto Lomellini, durante la sua visita pastorale, annotò che la chiesa aveva il doppio titolo di Santa Maria e San Regolo.
La parrocchiale fu interessata da un intervento di ingrandimento nel 1795, allorché si provvide, inoltre, anche all'innalzamento dei muri e al rifacimento delle decorazioni; nel 1954 venne posato il nuovo pavimento e negli anni settanta si procedette alla realizzazione del nuovo altare postconciliare rivolto verso l'assemblea.
Nel 2009 furono restaurate le decorazioni della chiesa e nel 2013 la struttura riportò dei danni causati dalla scossa di terremoto verificatasi il 23 gennaio.

## Descrizione

### Esterno
La facciata a capanna della chiesa, rivolta a sudovest, è abbellita da fasce alternate in marmo bianco e in calcare cavernoso; al centro si apre il portale d'ingresso lunettato, mentre sopra vi è il rosone.
Vicino alla parrocchiale si erge su un alto basamento a scarpa il campanile a base quadrata, la cui cella presenta su ogni lato un'apertura a tutto sesto ed è coperta dal tetto a quattro falde.

### Interno
L'interno dell'edificio si compone di un'unica navata, che consta di tre campate, sulla quale si affacciano le cappellette laterali e le cui pareti sono scandite da lesene sorreggenti il cornicione sopra il quale si imposta la copertura, che si compone di volte a botte e cupole ribassate alternate; al termine dell'aula si sviluppa la scarsella, ospitante l'altare maggiore.
Qui sono conservate diverse opere di pregio, tra le quali un Crocifisso del tipo 'doloroso' attribuibile al Maestro del crocifisso di Camaiore, un seguace di Giovanni Pisano in cui è, rispetto al maestro, la mancanza di un'organica concezione del corpo e un'espressività meno accesa, che si distingue, rispetto ad altri in Lucchesia o nella valle del Serchio, per un modellato più duro ed abbreviato, un'acquasantiera realizzata nel XV secolo, e due statue raffiguranti rispettivamente Cristo e la Beata Vergine Maria.
In sacrestia si trova un lavabo rinascimentale sostenuto da una mensola decorata da una testa di angelo con le ali aperte, il cui fronte presenta un rilievo con due profili maschili e al centro un anello con diamante avvolto da foglie di garofano, emblema di Ercole I d'Este. Il rilievo, che faceva forse parte di un sarcofago riutilizzato come lavabo, è opera di una bottega padana operante nella sezione nord-occidentale della Toscana.